# Поголовщина
Поголовщина — прямий податок в українських землях XV—XVII ст. Стягувався від площі землі, кількості худоби («голів») та іншого майна. Спочатку поголовщину платили на користь короля та великого князя, а з XVI ст. і на користь магнатів. Після запровадження «волочної поміри» основою визначення поголовщини стала волока. Скасована Богданом Хмельницьким.
1514 і 1519 розміри поголовщини були такими: урядники й пани платили «зі своєї голови», а також зі всіх своїх домочадців по 1 злотому (30 литовських грошів); кожен шляхтич та члени його сім'ї — по 2 гроші, простолюдини («вільні» і «невільні») — по 1 грошу «з кожної душі». Поголовщину з 1565 року зобов'язані були платити всі міщани (як великокнязівських, так і приватних міст): торгівці й ремісники — по 6 грошів; корчмарі й перекупники — по 4 гроші; всі інші постійні жителі міст — по 3 гроші; городяни без певних занять («люзні», «музики») та постійної служби — по 8 грошів. Окрім того, усі євреї в містах повинні були сплатити по 15 грошів «від голови», а татари — по 10 грошів від себе і по 5 грошів від членів своїх сімей. Селяни великокнязівських і приватних поселень («домові господарі») платили від себе, своїх сімей, а також своїх наймитів, комірників, поплечників — по 2 гроші. Городники давали по 1 грошу, люди «на волі» — по 5 грошів, челядь із будинком і наділом платила по 5 грошів, а челядь, яка мешкала в чужих дворах, та бояри путні не платили нічого. Проіснувала до початку Національної революції 1648—1676.